# Seven (альбом Night Ranger)
Seven — восьмой студийный альбом американской рок-группы Night Ranger, изданный в 1998 году.

## Об альбоме
Японская версия альбома включает в себя два бонус-трека — «Crazy World» и «Let Him Run». В американской версии эти треки отсутствуют, так как CMC Records решил, что в альбоме слишком много баллад, к тому же «Let Him Run» был на второй пластинке Night Ranger, Midnight Madness.
Хотя диск и называется Seven (рус. Семь), он является восьмым студийным альбомом группы.
Песню «Sign Of The Times» написали Джек Блэйдс и гитарист Styx, Томми Шэв. С альбома было выпущено два сингла — «Sign Of The Times» и «Kong». Ходили слухи, что Джефф Уотсон принимал очень небольшое участие в записи альбома, так как он попал в аварию, катаясь на водных лыжах.
Стивен Томас Эрлевайн из Allmusic отметил в рецензии альбома: «Несмотря на то, что Night Ranger знали о том, что хита наподобие «Sister Christian» у них больше не будет, но тем не менее, они решили продолжить писать музыку и выступать с гастролями. А это значит, что им нужны были новые песни, так как их поклонники продолжали посещать концерты коллектива. Композиции с предыдущих альбомов — Neverland и Feeding off the Mojo были незабываемыми, чего нет на Seven. Но альбом не так уж плох, потому, что он содержит в себе много хороших баллад, и стал, пожалуй, наиболее успешным альбомом группы в 1990-х годах после потери их былой славы».

## Список композиций
1. «Sign of the Times» (Блэйдс) — 5:07
2. «Jane’s Interlude» (Блэйдс, Киги) — 0:26
3. «Panic In Jane» (Блэйдс, Киги) — 4:40
4. «Don’t Ask Me Why» (Блэйдс) — 4:41
5. «Kong» (Хандсон, Блэйдс, Шэв) — 5:32
6. «Mother Mayhem» (Блэйдс, Макдональд) — 4:56
7. «Soul Survivor» (Гиллис, Блэйдс) — 3:52
8. «Sea Of Love» (Блэйдс, Киги) — 4:33
9. «Peace Sign» (Блэйдс, Гиллис) — 4:07
10. «When I Call On You» (Блэйдс) — 4:02
11. «Revelation» (Гиллис, Киги, Блэйдс) — 4:31

## Участники записи
- Джек Блэйдс — бас-гитара, акустическая гитара, вокал
- Брэд Гиллис — гитара, бэк-вокал
- Алан Фитцджеральд — клавишные
- Келли Киги — ударные, вокал
- Джефф Уотсон — гитара, бэк-вокал
- Джек Расселл (Great White) — бэк-вокал